# Officine Meccaniche

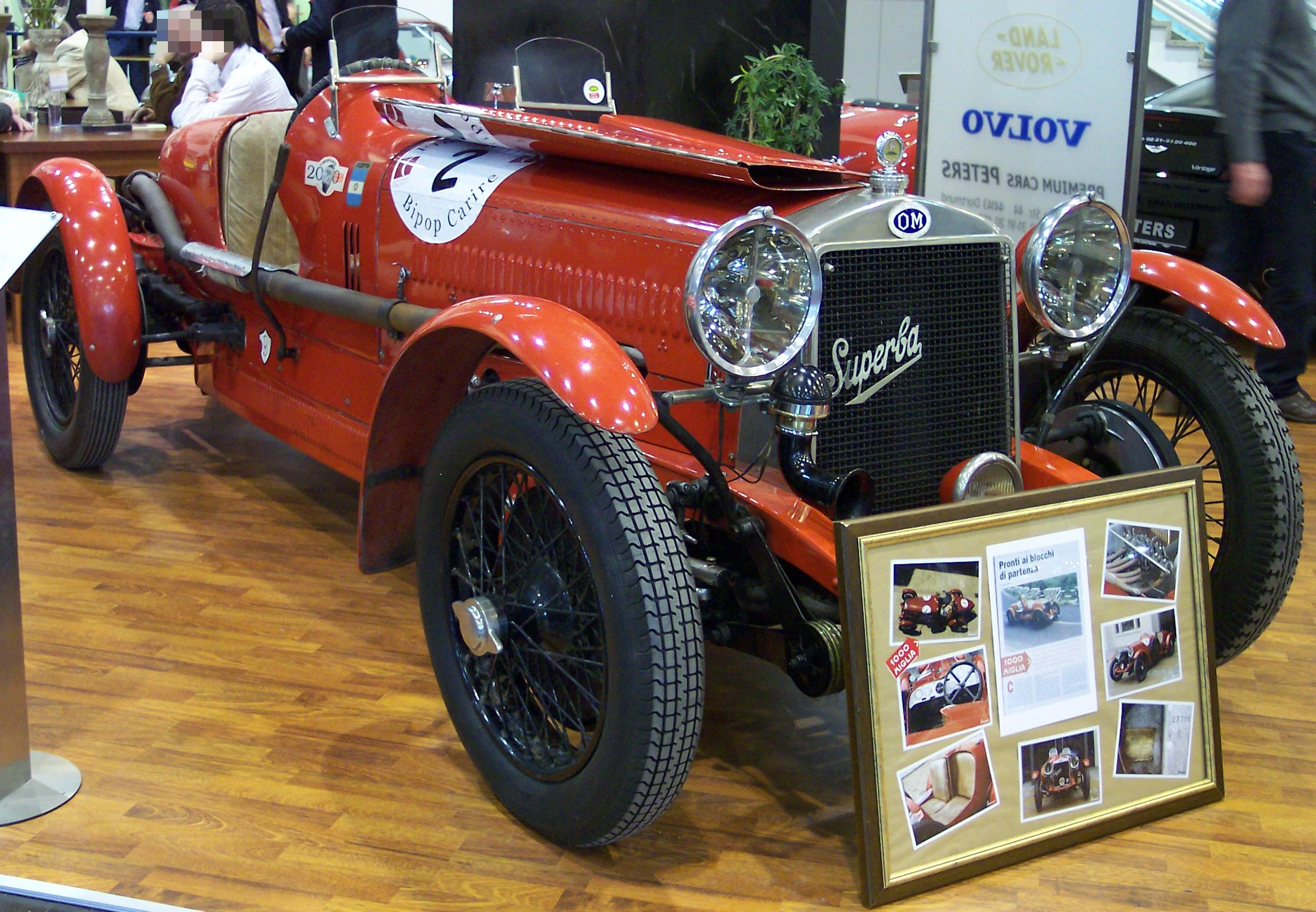
OM Superba

OM (Officine Meccaniche SA) var en italiensk person- och lastbilstillverkare i Brescia, grundad 1914. 1933 togs OM över av Fiat och 1975 blev OM en del av det Fiat-kontrollerade Iveco men fanns kvar som lastbilsmärke in på 1980-talet innan det ersattes av Iveco som varumärke.

## Historia
OM grundades 1899 i Milano som Società Anonima Officine Meccaniche - già Miani, Silvestri & C, A. Grondona, Comi & C. då två bolag slogs samman. Bolaget tillverkade då ånglok. OM kom även att tillverka spårvagnar. OM:s började med biltillverkning 1917 då Zust i Brescia togs över och 1918 följde biltillverkning under namnet OM. Företaget blev känt för sina robusta sportbilar under mellankrigstiden. 1927 vann F. Minoia och G. Morandi det första Mille Miglia-loppet i en OM. 
På 1920-talet började tillverkningen av bussar, lastbilar, traktorer och andra nyttofordon. 1933 togs bolaget över av Fiat och som en följd lades personbilstillverkningen ned. 1934 slutade OM tillverka personbilar och koncentrerade sig på lastbilstillverkning. 1968 införlivades bolaget helt i Fiat som del i Fiats nyttofordonsdivision Fiat Veicoli Industriali tillsammans med Fiat och Unic. När så Fiat slog samman sin division med Lancia och Magirus-Deutz för att bilda Iveco 1975 blev OM en del av det nya bolaget. 

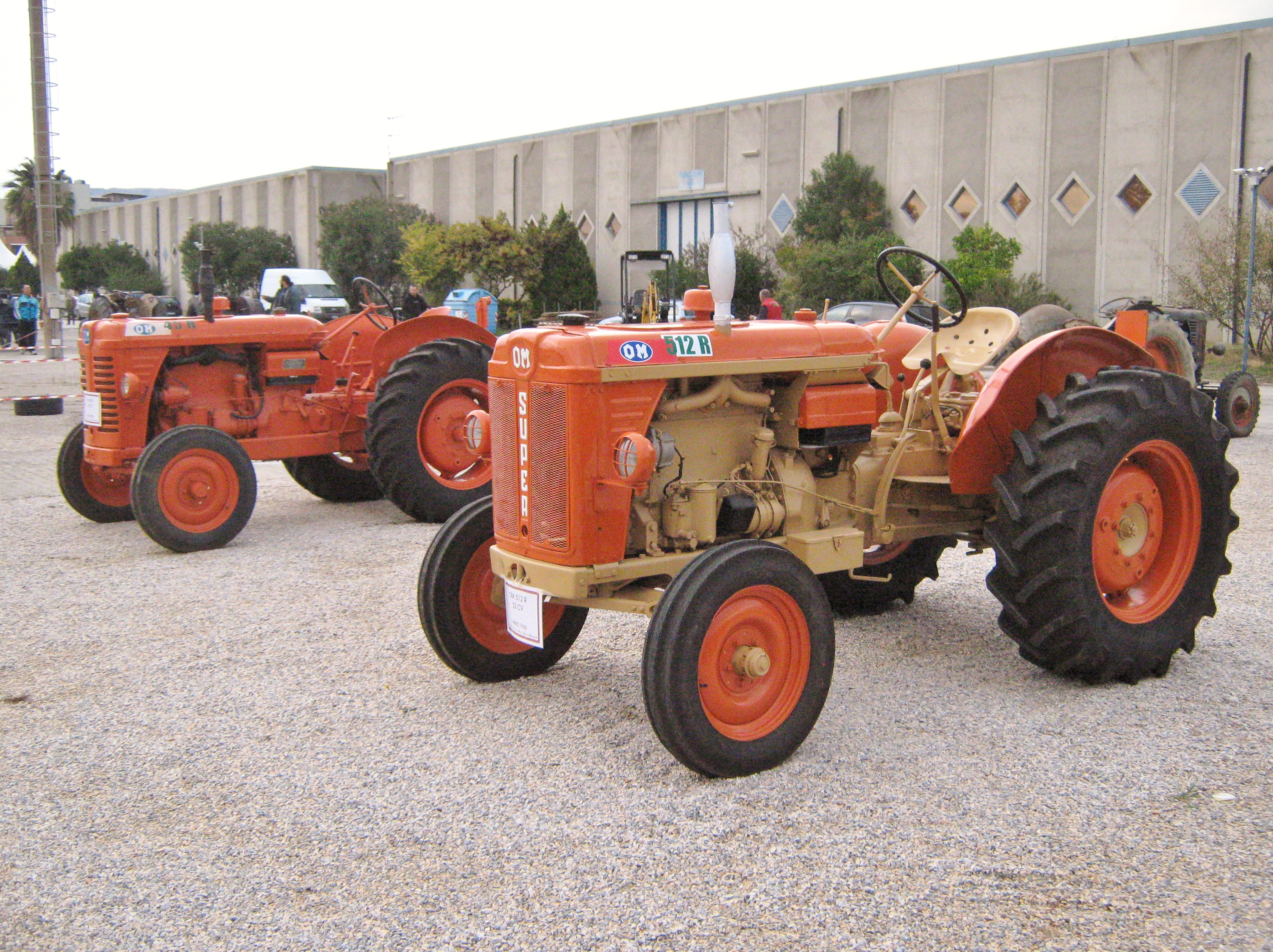
Traktor från OM
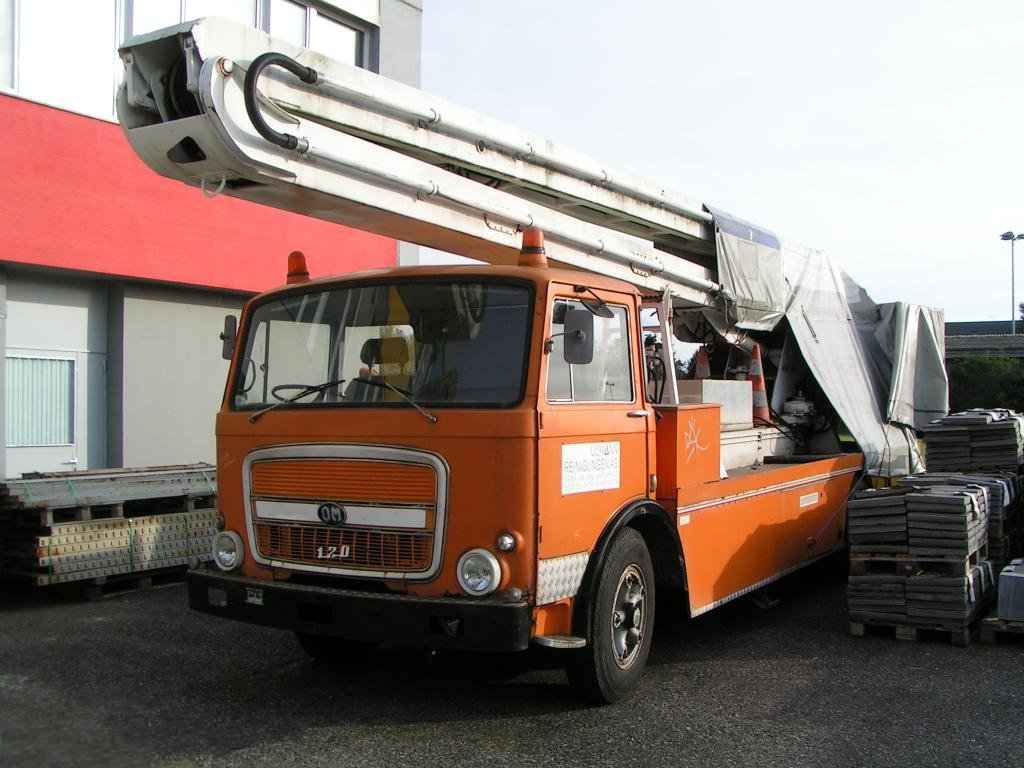
Lastbil från OM.
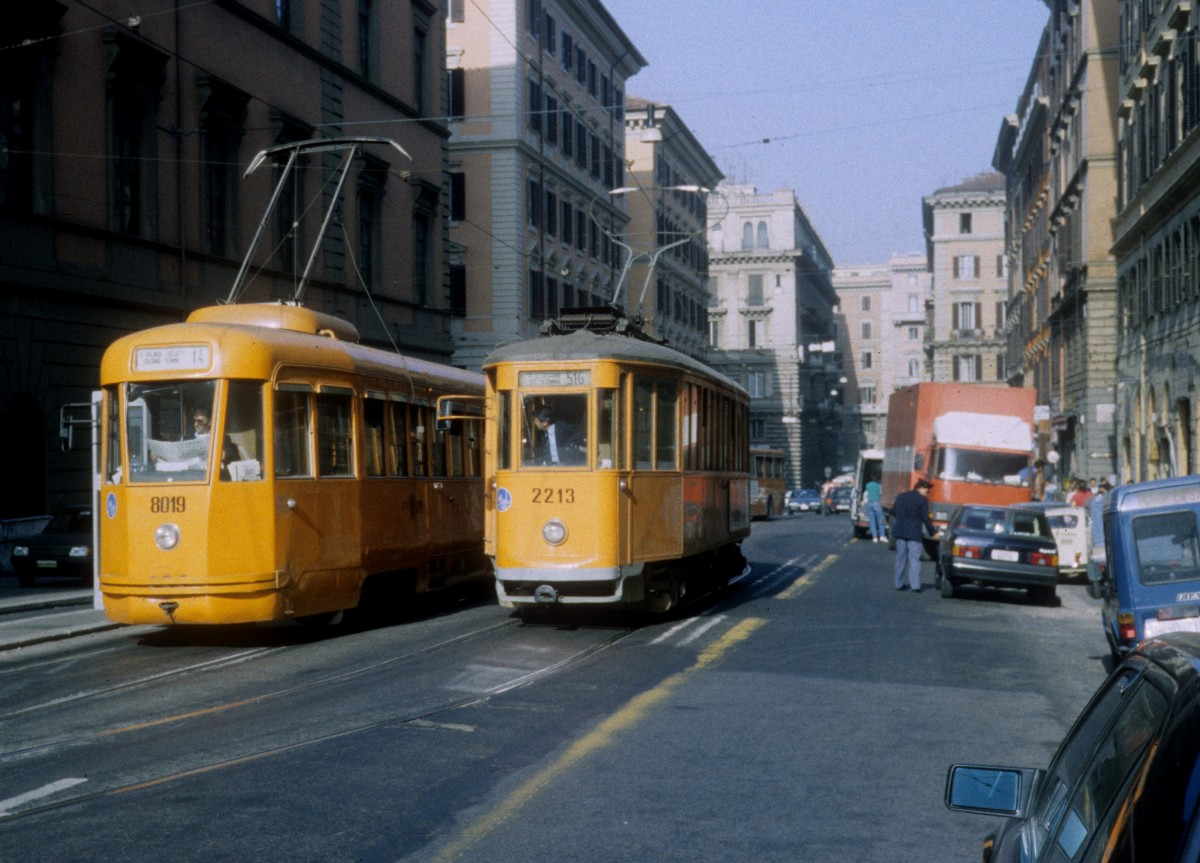
Spårvagn från OM.